# جايمي باتشيكو
جايمي موريرا باتشيكو (بالبرتغالية: Jaime Pacheco)، من مواليد 22 يوليو 1958، لاعب كرة قدم برتغالي سابق، ومدرب كرة قدم برتغالي حالي.
لعب مع منتخب البرتغال لكرة القدم.
درب في عام 2009 نادي الشباب السعودي وحصل معه علي بطولة كأس خادم الحرمين الشريفين.

## مسيرته الكروية

### الأندية
جايمي باتشيكو كان لاعب خط وسط دفاعي، حيث بدأ مسيرته في بداية الثمانينات، لعب لنادي بورتو حتى موسم 1983/1984، لكنه انتقل لنادي سبورتنغ لشبونة في موسم 1984/1985 بسبب انتقال اللاعب الشاب باولو فيتور من نادي سبورتنغ لشبونة إلى بورتو، ثم انتقل إلى نادي فيتوريا سيتوبال ثم إلى نادي باغوس فييرا ومنه إلى نادي براغا، قبل أن ينهي مسيرته كلاعب في عام 1995

### المنتخب
بدأ في الظهور لأول مرة مع منتخب بلاده في 23 فبراير 1983، عندما تغلب منتخب بلاده 1-0 على منتخب ألمانيا الغربية في مباراة ودية، لديه حوالي 25 مشاركة مع منتخب بلاده، 11 مباراة خارجية مع نادي بورتو، 13 مباراة خارجية مع نادي سبورتنغ لشبونة، ومباراة خارجية واحدة مع نادي فيتوريا سيتوبال، قاد منتخب بلاده للتأهل لكأس الأمم الأوروبية عام 1984 وكأس العالم 1986، بعد غياب أربع سنوات تقريبا، أنهى مسيرته الدولية مع منتخب بلاده في 12 سبتمبر 1990 في مباراة منتخب بلاده 0-0 مع منتخب فنلندا في التصفيات المؤهلة لكأس الأمم الأوروبية 1992

## مسيرته التدريبية
كمدير فني لكرة القدم، كان المسؤول عن النجاحات الكبيرة لنادي بوافيستا، حيث حقق معه بطولته الأولى في الدوري البرتغالي الممتاز موسم 2000/2001، والوصول للمباراة قبل النهائية لكأس الاتحاد الأوروبي في الموسم 2002/2003، قبل الانضمام لنادي بوافيستا في عام 1998، قاد نادي فيتوريا غيماريش للمركز الخامس في الدوري البرتغالي الممتاز موسم 1996/1997، والمركز الثالث موسم 1997/1998، درب نادي ريال مايوركا مدة قصيرة عام 2003 ثم عاد إلى ناديه السابق بوافيستا ليحل محل المدرب المقال إيروين سانشيز عام 2004 بعد سلسلة من النتائج السلبية، وفي أبريل 2005 تنازل عن تدريب نادي بوافيستا، ثم تعاقد مع نادي فيتوريا غيماريش لكنه استقال في ديسمبر 2005، ثم عاد للمرة الثالثة كمدير فني لنادي بوافيستا في 23 أكتوبر 2006، ترك تدريب بوافيستا بعد أن نفوا النادي إلى الدرجة الثانية بعد فضيحة الحكام والتلاعب بالنتائج في موسم 2003/2004، في 9 أكتوبر 2008 ذهب لتدريب نادي بلينينسيس، ولكن استقال في عام 2009 ليذهب لتدريب نادي الشباب السعودي وحصل معه علي بطولة كأس خادم الحرمين الشريفين، ولكن استقال في عام 2014 وحالياهو المدير الفني نادي الزمالك المصري في موسم 2014/2015 , ويوم 1/1/2015 سافر جايمي باتشيكو الي البرتغال دون ابداء أي اسباب ثم ارسل باتشيكو المدير الفني البرتغالي السابق لفريق الزمالك رسالة بريد إلكتروني إلى إدارة الزمالك يشرح فيها اسباب رحيله.
وأعلن مسئولو الزمالك صباح السبت أن المدير الفني غادر البلاد ورحل عن منصبه دون ابداء أي اسباب.
وأفاد مراسل يالاكورة ان المدير الفني للزمالك أرسل رسالة إلكترونية صباح السبت إلى مجلس إدارة الزمالك أكد فيها أنه يتقدم باستقالته رسميا من منصبه كمدير فني للفريق.
وادعى البرتغالي أنه رحل بسبب ظروف خاصة لديه، كما أن الأجواء في مصر لا تناسبه.
وكشفت مصادر بأن الهجوم المتتالي من جانب مرتضى منصور رئيس النادي ضد المدرب عجل برحيله وكان أخرها من خلال المداخلية التليفزيونية مساء الأربعاء.
وكان مرتضى منصور قد شن هجوما ضاريا من قبل على المدرب وعلى بعض اختياراته في المباريات لاسيما بعد مباراة انبي في الدوري.

## الإنجازات
- الدوري البرتغالي 1988، 2001
- كأس البرتغال 1984، 1988
- كأس السوبر البرتغالي 1982، 1984، 1987
- كأس السوبر الأوروبي 1987
- كأس إنتركونتينينتال 1987
- كأس خادم الحرمين الشريفين 2009
- وصيف دوري أبطال إفريقيا 2020
- وصيف كأس مصر 2022
- وصيف السوبر المصري 2023
- برونزية كأس السوبر المصري 2023

## روابط خارجية
- جايمي باتشيكو على موقع الاتحاد الدولي (مؤرشف)  (الإنجليزية)
- جايمي باتشيكو على موقع قاعدة بيانات كرة القدم.إي يو (الإنجليزية)
- جايمي باتشيكو على موقع ناشيونال فوتبول تيمز (الإنجليزية)
- جايمي باتشيكو على موقع عالم كرة القدم.نت (الإنجليزية)
- جايمي باتشيكو على موقع كووورة